# Anaglyptini

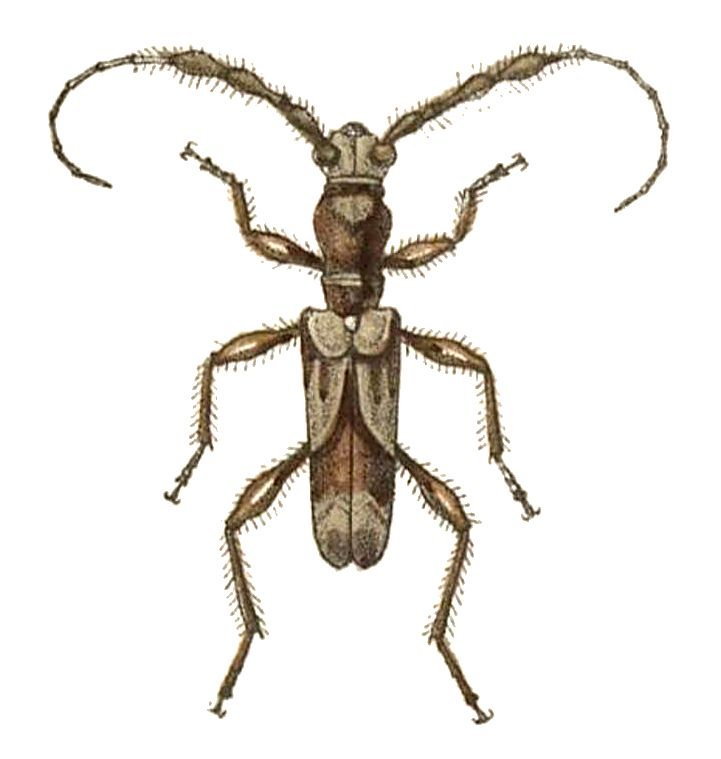
Diphyrama singularis

Anaglyptini (лат.) — триба жуков-усачей из подсемейства настоящих усачей. Встречаются в Палеарктике, Ориентальной области, Неарктике и Неотропике.

## Описание
Тело мелкое, удлиненное, длина менее 10 мм. Глаза в основном почковидные, цельные (не полностью разделены на верхнюю и нижнюю доли). Усики 11-члениковые, изменчивые, обычно нитевидные, реже зазубренные, пластинчатые или расширенные латерально; с шипами или без них; длина усиков переменная, от коротких (не выходящих за вершину брюшка) до длинных (выходящих за вершину брюшка); антенномер III редко заметно вздувается по сравнению с сегментами V—XI. Переднеспинка в целом удлиненная (заметно длиннее ширины); боковые края переднеспинки невооруженные, без отчётливых шипов и бугорков; форма переднеспинки изменчива, к основанию заметно уже или нет. Мезококсальные полости закрыты до мезепимерона. Вершины надкрылий изменчивые.

## Классификация
Триба включает около 100 видов. В составе трибы:
- †Acanthoglyptus Alekseev & Vitali, 2020
- Anaglyptus Mulsant, 1839
- Aphysotes Bates, 1885
- Clytoderus Linsley, 1935
- Cyrtophorus LeConte, 1850
- Diphyrama Bates, 1872
- Hirticlytus K. Ohbayashi, 1960
- Microclytus LeConte, 1873
- Miroclytus Aurivillius, 1911
- Oligoenoplus Chevrolat, 1863
- Paraclytus Bates, 1884
- Pempteurys Bates, 1885
- Tilloclytus Bates, 1885
- Yoshiakioclytus Niisato, 2007[7][8]